# Öznur Serçeler
Öznur Serçeler (Kayseri, 1 de enero de 1987) es una actriz, actriz de doblaje y modelo turca, conocida por interpretar el papel de Fatoş en la serie Dolunay y por el de Leyla Aydin en la serie Erkenci Kuş.

## Biografía
Öznur Serçeler nació el 1 de enero de 1987 en Kayseri (Turquía), tiene dos hermanas llamadas Özge y Özlem.

## Trayectoria
Öznur Serçeler estudió música en la Universidad de Bilkent en Ankara. Ingresó al mundo de la actuación en 2011: obtuvo sus primeros papeles en series de televisión como Nuri, Hayat Devam Ediyor, Emret Komutanim Yeniden y Merhamet.
Su debut en la pantalla grande se produjo en Karisik Kaset de Tunç Şahin, un drama protagonizado por Özge Özpirinçci y Sarp Apak, quienes ayudaron a lanzar su nombre. Durante este período, se destacó su participación en Her Şey Aşktan del director Andaç Haznedaroğlu, junto a Hande Doğandemir y Şükrü Özyıldız, así como la de las películas Hayati Tehlike y Salur Kazan: Zoraki Kahraman.
En 2017 se le encomendó el papel de Fatoş, novia de Engin (interpretado por Balamir Emren), en la famosa serie de televisión Dolunay, protagonizada por Özge Gürel y Can Yaman. Al año siguiente, participó en la comedia romántica Ask Bu Mu? dirigida por Ömer Ugur. A esto le siguió la actuación de Leyla Aydin en la exitosa serie Erkenci Kuş, donde se unió a los actores Can Yaman y Demet Özdemir.
En 2022 protagonizó las películas Aynasiz Haluk dirigida por Bülent Isbilen, Allah Yazdiysa Bozsun dirigida por Baris Yös, 7 Melek dirigida por Murat Onbul y Recep Ivedik 7 dirigida por Togan Gökbakar (en papel de Busra Altin). En el mismo año actuó en el cortometraje Seker dirigido por Erkan Kolçak Köstendil. En 2022 y 2023 fue elegida como Asuman Korhan en la serie Yali Çapkini.

## Filmografía

### Actriz

#### Cine
| Año  | Título                       | Personaje         | Director           |
| ---- | ---------------------------- | ----------------- | ------------------ |
| 2014 | Karisik Kaset                |                   | Tunç Şahin         |
| 2015 | Deccal                       | Duygu             | Özgür Bakar        |
| 2016 | Her Şey Aşktan               | Nese              | Andaç Haznedaroğlu |
| 2016 | Hayati Tehlike               | Linda             | Serdar Işık        |
| 2017 | Salur Kazan: Zoraki Kahraman | Uruz'un Sevgilisi | Burak Aksak        |
| 2018 | Ask Bu Mu?                   | Sinem             | Ömer Ugur          |
| 2022 | Aynasiz Haluk                |                   | Bülent Isbilen     |
| 2022 | Allah Yazdiysa Bozsun        | Baris Yös         |                    |
| 2022 | 7 Melek                      | Murat Onbul       |                    |
| 2022 | Recep Ivedik 7               | Busra Altin       | Togan Gökbakar     |

#### Televisión
| Año       | Título                  | Personaje      | Notas        |
| --------- | ----------------------- | -------------- | ------------ |
| 2011      | Nuri                    | Kumru          | 3 episodios  |
| 2011-2012 | Hayat Devam Ediyor      | Mina Sefediris | 46 episodios |
| 2013      | Emret Komutanim Yeniden | Banu Erdogan   |              |
| 2013-2014 | Merhamet                |                | 5 episodios  |
| 2014      | Boynu Bükükler          | Inci           | 7 episodios  |
| 2014-2015 | Askin Kanunu            | Duru           | 10 episodios |
| 2016      | Muhtesem Yüzyil: Kösem  | Meleki Hatun   | 6 episodios  |
| 2017      | Dolunay                 | Fatoş          | 26 episodios |
| 2018-2019 | Erkenci Kuş             | Leyla Aydin    | 51 episodios |
| 2022-2023 | Yalı Çapkını            | Asuman Korhan  |              |

#### Cortometrajes
| Año  | Título | Director               |
| ---- | ------ | ---------------------- |
| 2022 | Seker  | Erkan Kolçak Köstendil |

### Actriz de voz

#### Cine
| Año  | Título                              | Personaje | Director       |
| ---- | ----------------------------------- | --------- | -------------- |
| 2016 | Köstebekgiller 2: Gölge'nin Tilsimi | Kraliçe   | Kudret Sabanci |

#### Televisión
| Año  | Título | Personaje | Notas        |
| ---- | ------ | --------- | ------------ |
| 2018 | Kadin  | Feride    | 10 episodios |

## Premios y reconocimientos
Premios de la Juventud de Turquía
| Año  | Categoría                             | Trabajo     | Resultado |
| ---- | ------------------------------------- | ----------- | --------- |
| 2019 | Mejor actriz de reparto de televisión | Erkenci Kuş | Ganadora  |

== Referencias ==
1. ↑  «Öznur Serçeler». biyografya.com (en inglés).
2. ↑  «Öznur Serçeler». listal.com.
3. ↑  «Öznur Serçeler Bio, Wiki, Husband, Height, Net Worth, photos and Facts». Trend Setter LIVE (en inglés estadounidense).
4. ↑  «Chi è Öznur Serçeler? Di dove viene – Altezza – Età – Serie TV – Famiglia». Serie Turche.
5. ↑  «Öznur Serçeler Kimdir? Oyuncu Öznur Serçeler Nereli, Kaç Yaşında, Hangi Yapımlarda Rol Aldı?». Onedio (en turco).
6. ↑  «Öznur Serçeler Kimdir? Nereli? Boyu, Kaç yaşında? Dizileri» (en turco).
7. ↑  «Öznur Serçeler Aslen Nereli? Burcu ve Yaşı Nedir?». nereli.org (en turco).
8. ↑  «Öznur Serçeler Kimdir? Nereli? Kaç Yaşında? Boyu, Kilosu Kaç? Hangi Dizilerde Oynadı?». Kimnerelidir.com (en turco).
9. ↑  «Dolunay dizisinin Fatoş’u Öznur Serçeler kimdir, kaç yaşında?» (en turco).
10. ↑  «Chi è Öznur Serçeler: età, fidanzato e curiosità di Leyla di DayDreamer». LettoQuotidiano.it (en it-IT).
11. ↑  «Erkenci Kuş Leyla Kimdir? Erkenci Kuş Leyla'nın Gerçek Adı Ne? Hakkında Merak Edilenler | DiziCenter» (en turco).
12. ↑  «Erkenci Kuş'un Leyla'sı Öznur Serçeler kimdir?» (en turco). Archivado desde el original el 27 de enero de 2022. Consultado el 16 de enero de 2023.
13. ↑  «Aynasız Haluk ne zaman vizyona giriyor? İşte oyuncuları ve konusu!». odakhaber.com (en turco).
14. ↑  «Öznur Serçeler: Kutuplarda film çekmeyi Allah yazdıysa bozsun!». Gazete Vatan (en turco).
15. ↑  «7 Melekten Biri Öznur Serçeler İle Seyirci Karşısına Çıkıyor» (en turco).
16. ↑  «Yalı Çapkını'nın Asuman'ı Öznur Serçeler: Çetin Tekindor'la aynı sahneleri paylaşmak harika (Öznur Serçeler kimdir?». ntv.com.tr (en turco).
17. ↑  «Yalı Çapkını'nın Asuman'ı Öznur Serçeler'in eşi bakın kim çıktı!». hthayat.haberturk.com (en turco).
18. ↑  Biyografi